# Chinnor
Chinnor är en ort och civil parish i Storbritannien.   Den ligger i grevskapet Oxfordshire och riksdelen England, i den södra delen av landet, 60 km väster om huvudstaden London. Chinnor ligger 120 meter över havet och antalet invånare är 5 527.
Terrängen runt Chinnor är huvudsakligen platt, men den allra närmaste omgivningen är kuperad. Runt Chinnor är det tätbefolkat, med 511 invånare per kvadratkilometer. Närmaste större samhälle är High Wycombe, 13,8 km sydost om Chinnor. Trakten runt Chinnor består till största delen av jordbruksmark.